# Jean Valjean (film)
Pour les articles homonymes, voir Jean Valjean.
Pour plus de détails, voir Fiche technique et Distribution.
Jean Valjean est un film français écrit et réalisé par Éric Besnard et dont la date de sortie n'a pas encore été annoncée. Il s'inspire de l’œuvre Les Misérables de Victor Hugo.
Ce drame historique est une coproduction de Mediawan Studios, Radar Films, France 3 Cinéma, OCS, Max, Entourage, Cinécap et Warner Bros. France, réalisée avec le soutien de la région Provence-Alpes-Côte d'Azur,,,,,.

## Fiche technique
Sauf indication contraire, les informations mentionnées dans cette section peuvent être confirmées par les bases de données cinématographiques IMDb et Allociné,  présentes dans la section « Liens externes ».
- Titre original : Jean Valjean
- Réalisation : Éric Besnard[2],[3],[7],[4],[8],[5],[9]
- Scénario : Éric Besnard, d'après Les Misérables de Victor Hugo
- Musique : Christophe Julien
- Décors : Bertrand Seitz
- Costumes : Madeline Fontaine
- Photographie : Laurent Dailland[6]
- Montage : Lydia Boukhrief
- Production : Clément Miserez et Matthieu Warter[3],[6]
- Sociétés de production : Mediawan Studios, Radar Films, France 3 Cinéma, OCS, Max, Entourage, Cinécap et Warner Bros. France[2],[3],[4],[5]
- Sociétés de distribution : 
  - France : Warner Bros. France[2],[3],[4],[5],[6]
  - international : Ginger & Fed[5]
- Budget : 7 000 000 €[3],[7],[4]
- Pays de production :  France
- Langue originale : français
- Format : couleur
- Genre : drame historique
- Date de sortie :  
  - France : 19 novembre 2025[10] Date sujette à modification

## Distribution
- Grégory Gadebois : Jean Valjean
- Bernard Campan : Monseigneur Bienvenu
- Isabelle Carré : Baptistine
- Alexandra Lamy : Magloire

## Production

### Genèse et développement
Le scénario est écrit d'après le roman Les Misérables de Victor Hugo par Éric Besnard qui assure également la réalisation,,,,,,,,.
Le film bénéficie d'un budget de 7 000 000 €,,.

### Attribution des rôles
Le 9 janvier 2025, le site Le Film français annonce que Grégory Gadebois jouera Jean Valjean, face à Bernard Campan, Isabelle Carré et Alexandra Lamy. L'information est confirmée le 14 janvier par Variety et reprise dans la foulée par Le Figaro, Première et le HuffPost,,,.
Le réalisateur Éric Besnard retrouve ainsi Grégory Gadebois qui avait joué dans ses trois derniers films, Délicieux, Les Choses simples et Louise Violet, ainsi qu'Isabelle Carré qui avait joué dans Délicieux et Alexandra Lamy qui avait interprété le rôle de Louise Violet,.

### Tournage
Le tournage se déroule du 14 janvier au 27 février 2025 dans le parc naturel régional du Luberon en région Provence-Alpes-Côte d'Azur,,,,,,. Des prises de vues se déroulent notamment à Martigues et aux Baux-de-Provence.